# یواخیم وینکلهوک
یواخیم وینکلهوک (آلمانی: Joachim Winkelhock؛ زادهٔ ۲۴ اکتبر ۱۹۶۰) اتوموبیل‌ران فرمول ۱ اهل آلمان است.